# Жутан-Мезері
Жутан-Мезері (фр. Jouxtens-Mézery) — громада  в Швейцарії в кантоні Во, округ Лозанна.

## Географія
Громада розташована на відстані близько 80 км на південний захід від Берна, 4 км на північний захід від Лозанни.
Жутан-Мезері має площу 1,9 км², з яких на 47,9% дозволяється будівництво (житлове та будівництво доріг), 41,1% використовуються в сільськогосподарських цілях, 10,9% зайнято лісами, 0% не є продуктивними (річки, льодовики або гори).

## Демографія
2019 року в громаді мешкало 1423 особи (+6,5% порівняно з 2010 роком), іноземців було 20%. Густота населення становила 737 осіб/км².
За віковим діапазоном населення розподілялося таким чином: 22,2% — особи молодші 20 років, 57% — особи у віці 20—64 років, 20,8% — особи у віці 65 років та старші. Було 524 помешкань (у середньому 2,7 особи в помешканні).
Із загальної кількості 158 працюючих 0 було зайнятих в первинному секторі, 45 — в обробній промисловості, 113 — в галузі послуг.